# پرایم کامپیوتر
پرایم کامپیوتر (انگلیسی: Prime Computer) شرکت سخت‌افزار آمریکایی است، که در سال ۱۹۷۲ تأسیس شد.